# 淑嬪尹氏
淑嬪尹氏（숙빈윤씨）生卒年不詳，為朝鮮仁宗的後宮嬪御，本貫坡平，父親尹元亮，生母順天張氏，姑母為文定王后。
尹氏入宮年分不詳。只知1536年（中宗三十一年），朝廷討論世子（即日後的仁宗）揀擇後宮良娣一事。司諫權祺表示:“世子良娣揀擇時, 尹元亮的女兒應當被禁婚，納入考慮。 尹元亮是王妃的至親, 雖然此舉並無避嫌，但也沒什麼不當或不便之處。” 掌令林鵬提出異議表示: “若是選尹元亮之女, 那世子就等同與自己母后的至親通婚。 世子可將尹氏當成自己的表親善待即可, 要是想禁婚選其入後宮, 則萬萬不可。 中原則是有近親通婚之事, 然而我國則沒有這方面的習俗。 因此要是想禁婚, 定配給世子, 可是會讓後世的人議論紛紛” 權祺則說: “選良娣, 可廣泛挑選, 務必要精挑細選，不但要看家族背景, 也要觀察是否為人賢淑。 雖然說不只尹元亮之女一人符合資格，但目前還有別人勝過她嗎？” 中宗說: “尹元亮之女, 雖然先被禁婚, 但也不用那麼快決定是否選入東宮。 被禁婚的女子，日後還是可以許婚給他人，因此就照此行事。”
1537年（中宗三十二年），朝廷再度討論世子揀擇後宮一事。尹殷輔等人說: “黃憲日前在御前講席時稟告說金安老想讓自己的外孫女入宮為良娣, 而尹元亮和尹漑兩也希望讓自己的女兒入東宮。 由於尹漑的岳母(永春君的夫人)與敬嬪朴氏牽涉到灼鼠之變一事，導致其家族獲罪在身, 因此尹溉之女不應列入考慮。 尹元亮家門則無過，其女或可考慮選入宮中。” 然而有大臣表明尹元亮為文定王后的兄長，若選尹氏入東宮必會招致嫌疑。尹殷輔等人則回說: “過去有相關例子, 也就是上黨府院君韓明澮的兩名女兒, 一位是睿宗章順王后，另一位是成宗的恭惠王后。尹元亮之女若被選為良娣, 與姑母同在宮中有何不可?” 中宗則表示會再考慮。
正史對於尹氏入宮後的紀錄不多，只知尹氏夾在大尹派和小尹派的政治嫌隙當中，處境尷尬。在中宗年間，坡平尹氏在朝廷中分成了擁護仁宗的大尹派（即尹任和金安老為首）和擁護明宗的小尹派（即文定王后兄弟尹元衡等人為首）。1543年（中宗三十八年），東宮失火，有傳聞說火源出自於尹氏之房，正因為尹氏的家族為小尹派，對於大尹派擁護的仁宗而言，陰謀論的風聲不脛而走。
尹氏何年受封為嬪不得而知，根據宣祖年間紀載，朝鮮當時正面臨丁酉再亂，先朝後宮因來不及與宣祖避難，淑嬪尹氏逃難到南陽。尹氏卒年不詳，但可以知道她活到宣祖年間都還健在，甚至還曾經扶養過光海君。光海君的後宮昭儀尹氏也是淑嬪的族親後代

## 家庭

### 祖辈及父辈
| 称谓 | 姓名              | 生卒       | 备注                                                      |
| ---- | ----------------- | ---------- | --------------------------------------------------------- |
| 祖父 | 尹之任            | 1475－1534 | 坡山府院君。 文定王后之父。                               |
| 祖母 | 全義李氏          | 1475－1511 | 全城府夫人。                                              |
| 伯父 | 尹元凱            |            | 司評。                                                    |
| 父親 | 尹元亮            | 1495－1569 | 都正。                                                    |
| 母亲 | 顺天张氏          |            | 贞夫人。                                                  |
| 叔父 | 尹元弼            | 1496－1547 | 都正。                                                    |
| 叔父 | 尹元老            | 1502－1547 | 郡守。                                                    |
| 叔父 | 尹元衡            | 1509－1565 | 文定王后弟弟，小尹派的代表人物。 瑞原府院君，郑兰贞夫婿。 |
| 姑母 | 坡平尹氏 文定王后 | 1501－1565 | 中宗第二继妃。                                            |
| 姑母 | 坡平尹氏          |            | 適於鄭式。                                                |

### 平辈
| 称谓 | 姓名          | 生卒       | 备注                     |
| ---- | ------------- | ---------- | ------------------------ |
| 哥哥 | 尹紹          |            | 別坐。                   |
| 弟弟 | 尹纘          |            |                          |
| 弟弟 | 尹緻          |            |                          |
| 表弟 | 李峘 朝鮮明宗 | 1534－1567 | 庆源大君，文定王后之子。 |

## 附註
1. ↑  .   [2014-12-28]. （原始内容存档于2020-07-11）.
2. ↑  .   [2014-12-28]. （原始内容存档于2020-07-11）.
3. ↑  .   [2014-12-28]. （原始内容存档于2020-07-11）.
4. ↑  .   [2015-05-03]. （原始内容存档于2020-07-11）.
5. ↑  .   [2015-05-02]. （原始内容存档于2016-09-17）.